# Vladimir Antochine
Vladimir Sergueïevitch Antochine (Moscou, 14 mai 1929 – Moscou, 13 mai 1994 ) est un joueur d'échecs soviétique, puis russe, grand maître international en 1964 qui remporta le championnat d'URSS d'échecs par correspondance en 1960.

## Biographie et carrière
En 1952, Vladimir Antochine termina deuxième ex æquo avec Alexandre Kotov du championnat de Moscou remporté par Zagorovski. La même année, il remporta le quart de finale du championnat d'URSS disputé à Moscou. En 1952 (à Minsk) et en 1953 (à Rostov sur le Don), il fut éliminé lors de la demi-finale. En 1953 et 1954, il finit sixième du championnat de Moscou.
Antochine accéda cinq fois aux finales du championnat d'échecs d'URSS. En 1954, il remporta sa demi-finale du championnat d'URSS à Erevan et, lors de sa première participation à une finale, en 1955, il termina 10e-11e avec 10 points sur 19 et battit le vainqueur du tournoi Efim Geller. Antochine remporta également sa demi-finale du championnat d'URSS suivante, et, en 1956, il fut dixième de la finale avec 8 points sur 17. En 1957, il finit seizième sur 22 joueurs avec 9 points sur 21 et battit Viktor Kortchnoï ; en décembre 1967, il finit sixième-septième avec 9 points sur 13. En 1970, il termina 15e-16e avec 9 points sur 21.
Antochine participa trois fois aux olympiades universitaires : de 1954 à 1956. En 1954, il remporta la médaille d'or individuelle en tant que remplaçant grâce à son score de 5,5 points sur 6. La même année, il reçut la médaille d'argent par équipe. En 1955 (au quatrième échiquier) et en 1956 (au troisième échiquier), il reçut la médaille d'or par équipe et termina à chaque fois invaincu : +4 =2 en 1955 et +4 =3 en 1956. 
La Fédération internationale lui décerna le titre de maître international en 1963 et celui de grand maître international l'année suivante. En 1965, il remporta le tournoi de Oulan-Bator et en 1966, le tournoi international de Zinnowitz. En 1968, il termina quatrième du mémorial Capablanca à La Havane.
Antochine exerça comme entraîneur de l'équipe d'URSS aux olympiades.

## Contributions à la théorie des ouvertures
Antochine était un théoricien des échecs.
La variante Antochine est une variante de la défense hollandaise.
Une variante de la défense Philidor porte également son nom.